# Сэнфорд, Марк
Маршалл Клемент (Марк) Сэнфорд-младший (англ. Marshall Clement "Mark" Sanford Jr., 28 мая 1960, Форт-Лодердэйл, Флорида) — американский конгрессмен, представляющий Республиканскую партию. Губернатор штата Южная Каролина в 2003—2011 годах.
8 сентября 2019 года объявил о вступлении в борьбу за выдвижение его кандидатуры от Республиканской партии на президентских выборах 2020 года.